# 大阪市の歌
『大阪市の歌』（おおさかしのうた）は、大阪朝日新聞（のち朝日新聞大阪本社）が選定し、大阪市に寄贈した市歌である。作詞は一柳安次郎（芳風）、作曲は小山作之助と山田源一郎の合作。

## 解説
日本において最初に作られた自治体歌は、1898年（明治31年）に京都市で校長会が選定した初代の「京都市歌」（作詞・黒川真頼、作曲・上真行）とされる。京都市の市歌作成に呼応して他の六大都市でも自治体歌作成の機運が高まり、大阪朝日新聞社主の村山龍平は「市民に愛市の念を増さしめ、さらに発展の将来を勇気づける」ことを意義として大阪市の市歌懸賞募集を企画した。一等賞金は500円で、1902年（明治35年）12月25日の締切までに約3000篇の歌詞が集まった。
審査委員は鳥居忱、井上哲次郎、黒川真頼、木村正辞、森鴎外と音楽・哲学・文学の三方面の権威5名に委嘱し、1903年（明治36年）元日（1月1日）付の紙面で旧制市岡中学校の国語教諭・一柳安次郎（芳風）の応募作を一等入選に採用して小山・山田の両名による合作の楽譜と共に発表した。
発表演奏は1月6日に中之島の大阪ホテルで高崎親章大阪府知事と鶴原定吉大阪市長を来賓に招いて開催され、村山が入選者の一柳を表彰した後に作曲者の小山が曲譜の説明、山田がピアノ演奏を披露し、高崎知事が祝辞を述べて市内の小学生50名による合唱が行われた。
楽曲の寄贈後に「大阪市の歌」を高等小学校の唱歌教材として認可する旨の申請が行われ、同年4月29日付の官報第5944号で告示された。

### 反響
大阪朝日による市歌選定と寄贈は競合紙の大阪毎日新聞でも取り上げられるに至り、同紙では1月8日付の記事で「今後大阪朝日新聞の募集市歌が市の歌として一般に承認さるゝ至るならば、同社の最も満足する処なるべし」と評している。
京都市と大阪市で市歌が作成されたことを受け、東京市では1907年（明治40年）に市歌の懸賞公募を実施し「東京唱歌」（作詞・宮本晋、作曲・岡野貞一）全20番が作成されたが、この「東京唱歌」は発表当初から市民の酷評に遭い、岩野泡鳴は4年前に作られた「大阪市の歌」との対比で次のように評している。
大阪朝日選定の「大阪市の歌」は明治末期から大正初期にかけて箏・琴の手習い曲として普及活動が行われ、大阪女子音楽学校のテキスト『琴曲類集』にも掲載されていた。

### 新市歌制定
1920年（大正9年）、第6代大阪市長の池上四郎は3代目市庁舎の落成記念事業として新規に市歌の制定を提唱した。大阪毎日では9月1日付紙面で大阪市の懸賞募集開始を報じ、市歌制定の意義について「大阪には未だ愛市の念を養うべき何等の歌もないので、今回此企てをしたのである」とする教育部長の談話を掲載した。この時の審査委員には、17年前に朝日の「大阪市の歌」でも審査に加わっていた森鴎外も幸田露伴らと共に名を連ねている。
17年前の「大阪市の歌」と異なり市の主導で作成された「大阪市歌」（作詞・堀沢周安、作曲・中田章）は翌1921年（大正10年）4月に制定され、朝日・毎日の両紙とも4月10日付の紙面で大きく報じたが、前年の秋に教育部長の談話でかつて市へ寄贈した「大阪市の歌」の存在を否定された朝日の論調は辛辣を極め、中之島公会堂で行われた「大阪市歌」発表演奏会の様子を報じた4月14日付の記事では
として、17年前に同紙が寄贈した「大阪市の歌」のように市民から愛謡されるか疑わしいと酷評した。しかし「高津の宮の昔より…」で始まる1921年の大阪市歌はこの時の酷評とは正反対に戦後も永く市民の間で愛唱され続け、2021年（令和3年）に制定100周年を迎えている。